# Gaylussacia
Gaylussacia é um género botânico pertencente à família Ericaceae. Um exemplo de espécie desse gênero é Gaylussacia brachycera.
1. ↑  «Gaylussacia — World Flora Online». www.worldfloraonline.org. Consultado em 19 de agosto de 2020